# Huisbezoek
Met huisbezoek wordt een bezoek aan huis aangeduid, bijvoorbeeld door een huisarts, verpleegkundige, verloskundige of maatschappelijk werker; door een officiële overheidsinstelling (meestal voor controle, onder meer op adresfraude); of door een school.

## Hulp
Een huisbezoek kan een hulpverlenende of pedagogische bedoeling hebben.
- Een wijkverpleegkundige legt de huisbezoeken af in het belang van de zorgbehoevende
- Een leraar of leerlingbegeleider kan op huisbezoek gaan om de achtergrond van de leerling beter te leren kennen om die in de klas beter te kunnen opvolgen of begeleiden. De doelen van deze bezoeken zijn meervoudig. Ten eerste kan de docent de ouders leren kennen en wellicht op deze manier het kind beter begrijpen. Ten tweede worden zaken als kindermishandeling op deze manier sneller ontdekt. Ten derde kan de docent de studievorderingen van het kind met de ouders bespreken, en daarbij onderzoeken wat de ouders hierbij zouden kunnen doen, bijvoorbeeld er strenger op toezien dat het kind zijn huiswerk maakt.
- Vanuit een parochie of protestantse gemeente kan een huisbezoek de bedoeling hebben de band tussen de kerk en de bezochte(n) te behouden of te versterken. In veel kerkelijke gemeentes wordt huisbezoek periodiek afgelegd door één of meerdere ouderlingen.

Het hulpverlenende, pedagogische of medische c.q. verpleegkundige huisbezoek door een hulpverlener, arts of mantelzorger moet echter duidelijk worden onderscheiden van dat van overheidsinstellingen. De eerste variant heeft in de regel uitsluitend betrekking op de (medische) gesteldheid van de persoon en heeft in de regel uitsluitend het welzijn van de bezochte persoon op het oog.
Overheidsinstellingen gebruiken het huisbezoek daarentegen als onderzoeksmiddel voor het voortgezette) recht van de bezochte op uitkeringen en pensioenen of voorzieningen en hebben- hoewel de overheid graag schermt met de stelling dat men ook wel op situaties stuit waarbij de bezochte ten onrechte geen gebruik maakt van bepaalde voorzieningen en dan op de mogelijkheid daartoe wordt gewezen - niet zozeer, althans niet primair, het welzijn van de bezochte op het oog als wel de vaststelling en beoordeling van de rechtmatigheid van de genoten uitkering of voorziening en/of de opsporing van onrechtmatige uitkeringen.

## Bestuursrechtelijk huisbezoek, controle
Het is de bedoeling dat de bezoeker daadwerkelijk binnengaat en dat het niet bij een bezoekje aan de deur blijft. De bezoeker zal tijdens dit bezoek een gesprek met de betrokkene hebben en in de regel een onderzoek in de woning verrichten waarbij ook inzage wordt gevraagd in kasten, kamers, en vergaande vragen over het privé-leven - onder meer of er sprake is van een intieme of affectieve relatie c.q. samenwoning, bezoekfrequentie door en aan anderen - aan de bezochte worden gesteld.
De Sociale Diensten controleren met huisbezoeken of bijstandsgerechtigden daadwerkelijk leven zoals zij hebben aangegeven in hun verzoek om bijstand. Hierbij gaat het met name om het al dan niet (stiekem) samenwonen, wat gevolgen heeft voor het recht op bijstand. Ook de Dienst Uitvoering Onderwijs en de Sociale Verzekeringsbank controleert sporadisch via huisbezoeken of studenten wel daadwerkelijk wonen op het adres waarop ze zijn ingeschreven respectievelijk of gepensioneerden een gezamenlijke huishouding voeren.
Een huisbezoek wordt afgelegd ter controle van het recht op de uitkering of het pensioen of vanwege een concrete aanwijzing van fraude. In beide gevallen is men niet verplicht de controleur binnen te laten, maar bij een huisbezoek bij concrete verdenking van fraude kan weigering gevolgen hebben voor de uitkering, terwijl men bij een gewoon verificatieonderzoek het huisbezoek zonder nadelige consequenties mag weigeren.

## Bestuursrechtelijk huisbezoek, opsporing
Ook in geval van een concrete aanwijzing van fraude wordt huisbezoek afgelegd. Hoewel de (hoogste) bestuursrechter in Nederland dit tot op heden toestaat, bestaat bij veel advocaten en rechtsgeleerden ernstige twijfel over de vraag of de bestuursrechters het wel bij het rechte eind hebben.
Zo heeft Advocaat-Generaal van de Hoge Raad Prof. mr. G. Knigge heeft gesteld dat de onverminderde voortzetting van de informatie- en medewerkingsplicht in geval van concrete verdenking van fraude riekt naar misbruik van administratiefrechtelijke bevoegdheden ten faveure van (strafrechtelijke) vervolging en sanctionering.
De kern van het probleem is dat de bescherming die een van enig strafbaar feit verdachte burger toekomt in het (inter-) nationaal strafrecht, in het bijzonder het zwijgrecht en het recht om niet aan mans eigen veroordeling mee te werken, volgens de bestuursrechter niet geldt binnen het bestuursrecht.
Doordat het dossier van het bestuursorgaan in geval van fraude wordt doorgespeeld aan het Openbaar Ministerie, wordt de van fraude verdachte burger echter ook deze bescherming onthouden binnen het strafrecht. De Amsterdamse strafrechter heeft - tot op heden als enige in Nederland - hier een stokje voor gestoken door in strijd met verdrags- en grondrechten verkregen bewijsmateriaal in de bestuurlijke voorfase uit te sluiten in het strafproces.

## Wet huisbezoeken in de sociale zekerheid
De Nederlandse Wet van 4 oktober 2012, houdende een regeling in de sociale zekerheid van de rechtsgevolgen van het niet aantonen van de leefsituatie na het aanbod van een huisbezoek, die op 1 januari 2013 in werking is getreden gaat om vaststelling van de leefsituatie van cliënten die een sociale uitkering of voorziening ontvangen of aanvragen waarbij de leefsituatie van belang is. Onder leefsituatie wordt zowel de woonsituatie (woont betrokkene feitelijk op het aangegeven adres; is sprake van een zelfstandige woonruimte) als de leefvorm (alleenstaand of gehuwd/gezamenlijke huishouding voerend) verstaan.
Het gaat om de AKW, Anw, AOW, TW, IOAW, IOAZ en Participatiewet. De woonsituatie is relevant voor alle genoemde wetten. De leefvorm is relevant voor alle genoemde wetten, behalve de AKW. Voor wat betreft de leefvorm gaat het om het aantonen alleenstaand te zijn, in gevallen waarin dat tot een hogere uitkering leidt. (In het geval van de Anw verliest men bij het enkele feit van samenwonen zelfs helemaal het recht op uitkering.)
De observatiemethoden zijn die van zien en horen. Het is niet geoorloofd zonder toestemming van betrokkene, en ook niet gebruikelijk in de praktijk, van een dergelijk huisbezoek opnames van beeld of geluid te maken. Er worden bij het huisbezoek als bedoeld in deze wet ook geen bijzondere observatiemethoden of opsporingsmiddelen aangewend, want het gaat niet om een opsporingsonderzoek. Alleen ruimtes in een woning die makkelijk zichtbare signalen kunnen opleveren van samenwoning (leefvormfraude) komen in aanmerking om te worden bekeken. Een controlerende toezichthouder mag echter niet in een ladekastje kijken als deze daartoe moet worden geopend of in een wasbox als deze daartoe moet worden geopend. Deze activiteiten moeten worden gezien als onderdeel van huiszoeking en daarvoor is een bevel van de officier van justitie nodig. Dat is bij deze wet niet aan de orde.
Als een cliënt weigert en ook niet anderszins zijn leefsituatie aantoont zal het uitvoeringsorgaan de uitkering vaststellen op een niveau dat niet een bepaalde leefsituatie vereist. Vanwege het financiële gewin dat behaald kan worden met het ontvangen van een te hoge bijstandsnorm, dient extra aandacht besteed te worden aan de juistheid van de verstrekte gegevens.
Voorbeelden:
- Bij de AOW gaat het om het aantonen van het recht op de hogere alleenstaandenuitkering, en daarom om het aantonen van de woonsituatie, en wel om het feitelijke adres (wie in het buitenland woont heeft er geen recht op), en de leefvorm (wie een gezamenlijke huishouding voert met een andere meerderjarige die geen bloedverwant in de eerste graad is heeft er ook geen recht op). Als men dit niet aantoont krijgt men de gehuwdenuitkering.
- Bij de Participatiewet krijgt men helemaal geen uitkering meer als men de woonsituatie niet aantoont (onder meer omdat wie in het buitenland woont geen recht heeft op uitkering). Als men de leefvorm niet aantoont krijgt men geen alleenstaandenbijstand, en wordt men ook gekort wegens mogelijke lagere algemeen noodzakelijke kosten van het bestaan dan waarin de norm voorziet als gevolg van het geheel of gedeeltelijk kunnen delen van deze kosten met een ander. Deze lagere uitkering kan ook nog onverschuldigd zijn als degene die de uitkering ontvangt zonder dit door te geven een gezamenlijke huishouding voert met iemand met inkomen en/of vermogen. In dat geval gelden de al langer bestaande regels over het bestrijden van fraude, mits er een concrete verdenking is, zie onder.

De wet geeft een aanvulling op de mogelijkheden tot onderzoek bij verdenking van uitkeringsfraude. Het gaat in de nieuwe wet om gevallen zonder concrete verdenking. Als er wel concrete verdenking is zijn verdergaande maatregelen mogelijk.

## Nederlands recht
Hoewel door de Centrale Raad van Beroep (hoogste feitenrechter in bestuursrecht) en lagere bestuursrechters is geoordeeld dat dit wel zo is, was het tot nu toe de vraag of de huisbezoeken wel op wetgeving waren gebaseerd. Te verdedigen viel dat de regelgeving op centraal en lokaal niveau niet voldeden aan de 'rule of law' (minimumvereisten om te kunnen spreken van wetgeving in de zin van het Europees Verdrag voor de Rechten van de Mens), aangezien:
- de bevoegdheid tot het afleggen van het huisbezoek zelf in de Participatiewet (PW) nergens werd genoemd (welke ambtenaar, mag wanneer, op welke wijze/met welke middelen, op wiens gezag inbreuk maken op het recht van de burger op privacy?); Vergelijk dit met de bevoegdheden van politie en het Openbaar Ministerie wier bevoegdheden wél specifiek en nauwkeurig zijn omschreven en met goede waarborgen zijn omkleed
- en in lokale noch centrale wetgeving adequate en effectieve waarborgen zijn getroffen ter voorkoming van misbruik hiervan door de overheid.

In april 2007 oordeelde de Centrale Raad van Beroep dat als er geen sprake is van een 'redelijke grond' (lees: concrete verdenking én afwezigheid van andere, minder ingrijpende middelen) én ook geen toestemming in de zin van 'informed consent', de burger zonder nadelige consequenties mag weigeren aan het huisbezoek mee te werken en indien hij wel meegewerkt heeft de uit het huisbezoek verkregen bewijs buiten beschouwing moet worden gelaten.
Hoewel met name de Centrale Raad van Beroep belangrijke uitspraken heeft gedaan en paal en perk heeft gesteld aan het afleggen ervan, gaan huisbezoeken in veel gemeenten door. Sommige advocaten staan bekend om hun strijd tegen de huisbezoeken en andere inbreuken op grondrechten in het kader van onderzoek naar fraude.